# Gò Nổi (xã)
Gò Nổi là một xã thuộc thành phố Đà Nẵng, Việt Nam.

## Địa lý
Xã Gò Nổi có vị trí địa lý:
- Phía đông giáp xã Điện Phong
- Phía tây giáp xã Điện Quang ( có tuyến đường ray đường sắt Bắc Nam - Ga Gò Nổi ( hiện có đề án phục hồi lại Ga Gò Nổi)
- Phía nam giáp xã Duy Trinh, Duy Châu của huyện Duy Xuyên và Sông Thu Bồn (Sông Trước)
- Phía bắc giáp xã Điện Phước và xã Điện Thọ. Và sông Thu Bồn (Sông Sau)

Xã Điện Trung có diện tích 9,39 km², dân số năm 2019 là 5.430 người, mật độ dân số đạt 578 người/km².

## Hành chính
Xã Điện Trung trước đây có 6 Thôn, hiện nay sau sâp xếp còn 4 thôn: Tân Bình (nhập Tân Bình 3 và Tân Bình 4), Nam Hà (nhập Nam Hà1 và Nam Hà 2), Đông Lãnh, Hòa Giang.
Xã Điện Trung hiện là đơn vị Hành chính cấp xã của Thị xã Điện Bàn dự kiến được sắp xếp , sáp nhập giai đoạn 2026 - 2030 do không đủ các tiêu chí về Diện tích và Dân số.